# Mohamed Laaraj
Mohamed Laâraj (en berbère: ⵎⵓⵃⵎⵎⴰⴷ ⵍⵄⵕⴰⵊ ;arabe : محمد لعرج), né le 13 février 1964 à Nador, est un homme politique marocain du parti du Mouvement populaire. Il est ministre de la Culture et de la Communication dans le Gouvernement El Othmani.

## Biographie
En 1987, Laâraj obtient une licence de droit à l’université de Fès, avant d'obtenir en 2002 un Doctorat en Droit public à Rabat. Il a enseigné à l’Université Abdelmalek Saâdi de Tétouan, puis à l’université de Fès. Il est aussi un professeur visiteur dans plusieurs universités marocaines. En 2007, il entre au parlement, comme membre du parti du Mouvement populaire.
Mohamed Laaraj inaugure en juin 2019 le musée itinérant de la publicité, qui se tient sous le thème «100 ans de publicité au Maroc». Le Musée de la publicité a été organisé par l'Association Les Impériales.